# Constitución del Año VIII

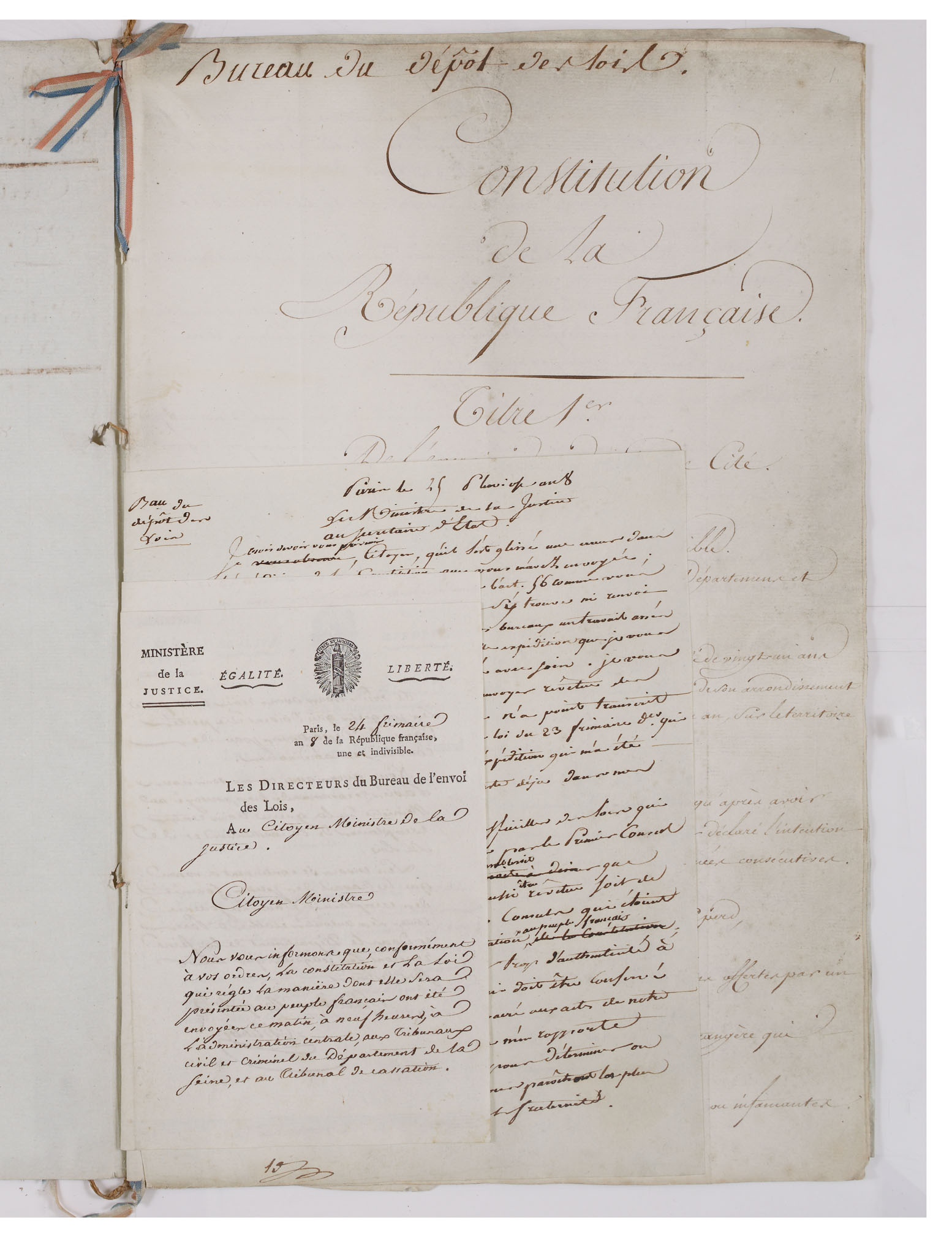
Constitución del Año VIII

La Constitución del Año VIII fue una constitución que entró en vigor en Francia el 24 de diciembre de 1799 (4 de Nivoso del año VIII, según el calendario republicano francés). Estableció una forma de gobierno conocida como Consulado. Fue la consecuencia del golpe de Estado del 18 de brumario (9 de noviembre de 1799) que acabó con el Directorio, última etapa de la Revolución francesa. Fue elaborada por un comité legislativo. La constitución se hizo a medida del primer cónsul, Napoleón Bonaparte, al que se otorgó poderes similares a los de un dictador. Como ha señalado Michel Péronnet, «la constitución del año VIII es el resultado de la voluntad de Bonaparte de asegurarse el poder».
Fue aprobada en un plebiscito por el pueblo francés (3 011 077 de votos sí contra 1562 no), que al mismo tiempo sirvió para legitimar el golpe de Estado. Tenía 95 artículos, y fue la primera constitución desde la Revolución Francesa de 1789 sin una declaración de derechos. Le sucedió la Constitución del Año X, que declaró a Napoleón primer cónsul de forma vitalicia. A pesar de ello no se volvería a la monarquía del Antiguo Régimen, sino que los cambios sociales introducidos por la Revolución se consolidaron.

## Contenido
En la proclamación de los cónsules que acompañaba al texto sometido al plebiscito se decía lo siguiente:

La constitución se funda sobre los auténticos principios del gobierno representativo, sobre los sagrados derechos de la propiedad, de la igualdad y de la libertad... Los poderes que [la constitución] instituye serán fuertes y estables... Ciudadanos, la Revolución queda situada en los principios que la comenzaron: ha concluido...

Aunque fue aprobada en un plebiscito por el pueblo francés, la Constitución del Año VIII abolió de facto la soberanía nacional y el sufragio universal que solo en teoría había restablecido. Este último fue sustituido por «listas de confianza», ideadas por Sieyès, que sumaban entre 600 000 y 800 000 ciudadanos en todo el país, «los más honrados para gestionar los asuntos públicos», de los que solo entre 6000 y 8000 eran «elegibles para las funciones públicas nacionales». El poder legislativo también fue suprimido al quedar dividido en tres asambleas sin iniciativa legislativa, que correspondía en exclusiva al primer cónsul Napoleón Bonaparte, quien contaba con el Consejo de Estado ―cuyos 29 miembros eran nombrados por él― para elaborar los proyectos. Estos pasaban primero al Tribunado, formado por cien miembros, que se limitaba a dar su opinión a favor o en contra, y después al Cuerpo Legislativo, cuyos trescientos miembros los votaban «en escrutinio secreto y sin ninguna discusión» ―por eso a sus miembros se les llamó los mudos―. Entonces el primer cónsul decidía si promulgaba la ley o la enviaba al Senado conservador para que determinara su constitucionalidad. Los miembros del Senado conservador, inicialmente 60 y más tarde 80, nombrados inicialmente por los cónsules, se renovaban por cooptación a partir de listas propuestas por el primer cónsul. El Senado conservador nombraba a su vez a los miembros del Tribunado y del Cuerpo Legislativo entre los inscritos en la «lista de confianza» nacional y además tenía la potestad de modificar la Constitución mediante un senadoconsulto.
El poder ejecutivo correspondía al primer cónsul Napoleón Bonaparte ―ya que los otros dos cónsules, Jean Jacques Régis de Cambacérès y Charles-François Lebrun, sólo tenían voz consultiva, y además no existía el consejo de ministros por lo que Bonaparte lo decidía todo en última instancia― y no estaba sometido al control del Cuerpo Legislativo. Asimismo el primer cónsul podía ordenar detener «a los presuntos autores o cómplices de una conspiración contra la seguridad del Estado» con lo que la separación de poderes quedaba en letra muerta.
Michel Péronnet ha señalado que «los hombres de brumario desean evitar las aventuras electorales [que habían minado el régimen del Directorio] y, al mismo tiempo que conservan el poder en manos de los notables, asegurar al ejecutivo la duración y la continuidad. Sieyès intentó realizarlo desde el momento del éxito del golpe de Estado, pero tropezó con Bonaparte que confiscó brumario en su beneficio e hizo adoptar una constitución en cuyo texto "no figuraba más que Bonaparte"».
Los dos últimos artículos de la Constitución incluían la prohibición de que los emigrés «que habían abandonado a su patria desde el 14 de julio de 1789» pudieran regresar a Francia y que los bienes nacionales vendidos «cualesquiera que fuese su origen» quedan adquiridos de manera irrevocable por «el legítimo adquiriente».

### Instituciones
- El Consulado es el órgano director del gobierno. Nominalmente está formado por tres cónsules elegidos por el Senado por diez años y reelegibles indefinidamente. El artículo 39 legaliza el golpe de Estado al establecer que «la constitución nombra primer cónsul al ciudadano Bonaparte... segundo cónsul al ciudadano Cambacérès... tercer cónsul al ciudadano Lebrun». Pero los poderes del primer cónsul son mucho mayores que los de los otros dos —que solo disponen de un poder consultivo— y no se limitan al poder ejecutivo. Como ha destacado Michel Péronnet, el primer cónsul (Bonaparte) «promulga las leyes discutidas y votadas por las asambleas [Tribunado y Cuerpo Legislativo]; posee la iniciativa de las leyes; el proyecto del primer cónsul es redactado y estructurado por un despacho cuyos miembros son nombrados por él mismo: el Consejo de Estado. El primer cónsul nombra a los ministros, a los embajadores, a los funcionarios y a los jueces, que no obstante gozan de inamovilidad; el primer cónsul decide sólo los gastos públicos en el marco de una "ley presupuestaria anual"; fija el porcentaje y el título de las monedas en circulación, dirige los ejércitos y la diplomacia, pero debe someter la declaración de guerra, las negociaciones de paz y los tratados de comercio a la aprobación del legislativo siguiendo el procedimiento utilizado por la ley».[8]

- El Tribunado es una asamblea de carácter legislativo, integrada por cien miembros (tribunos) y cuya composición se renueva anualmente por quintos, designados por el Senado sobre la lista de confianza nacional. Tiene capacidad para discutir las leyes que le son remitidas por el gobierno, pero no para enmendarlas o aprobarlas y carece de iniciativa legislativa. Remite los proyectos de ley junto con los resúmenes de sus debates al Cuerpo Legislativo.[9]

- El Cuerpo Legislativo está compuesto por trescientos miembros, entre los que debe contarse al menos uno de cada departamento (artículo 31). Se encarga de votar las leyes, sin discutirlas.[9]

- El Senado Conservador es una asamblea de ochenta notables nombrados por cooptación a partir de una lista propuesta por el primer cónsul. Los senadores designados ejercen su cargo de forma vitalicia, y no pueden desempeñar ninguna otra función pública. Como ha señalado Michel Péronnet, «dispone de poderes importantes: velar por la constitucionalidad de las leyes y designar a los miembros de las asambleas legislativas —tribunado y cuerpo legislativo— sobre la base la lista de confianza nacional».[5]